# Malá Morávka
Malá Morávka (in tedesco Klein Mohrau) è un comune della Repubblica Ceca facente parte del distretto di Bruntál, nella regione della Moravia-Slesia.